# Dacryopinax spathularia
Dacryopinax spathularia (син. Guepinia spathularia) — їстівний желеподібний гриб помаранчевого кольору. 

## Опис
Плодові тіла Dacryopinax spathularia мають форму лопатки, зазвичай 1—1,5 см (0,4—0,6 дюйм) заввишки і між 0,5–3 мм завширшки. Свіжий колір помаранчевий, а коли засихає темніє до оранжево-червоного. Споровий відбиток білий. Його спори еліпсоїдні, з гладкою поверхнею, гіалінові (напівпрозорі) і розміром 7–10 на 3–4 мкм. Він має роздвоєні чотириспорові базидії розміром 25–35 на 3–5 мкм. 

## Поширення
Сапробний вид, D. спатулярія росте на гниючої деревині; навіть повідомлялося, що він росте на поліефірних килимках.  Він широко поширений в Азії, а також відомий на Гаваях, у Європі, Південній Америці та Східній Африці.  Він також зустрічається в лісистих районах Техасу та Північної Америки.

## Практичне використання
Dacryopinax spathularia їстівний. У китайській культурі його називають guìhuā'ěr (桂花耳; буквально «вухо османтуса», маючи на увазі його зовнішню схожість з цією квіткою). Його іноді включають у вегетаріанську страву під назвою «насолода Будди». 

## Галерея

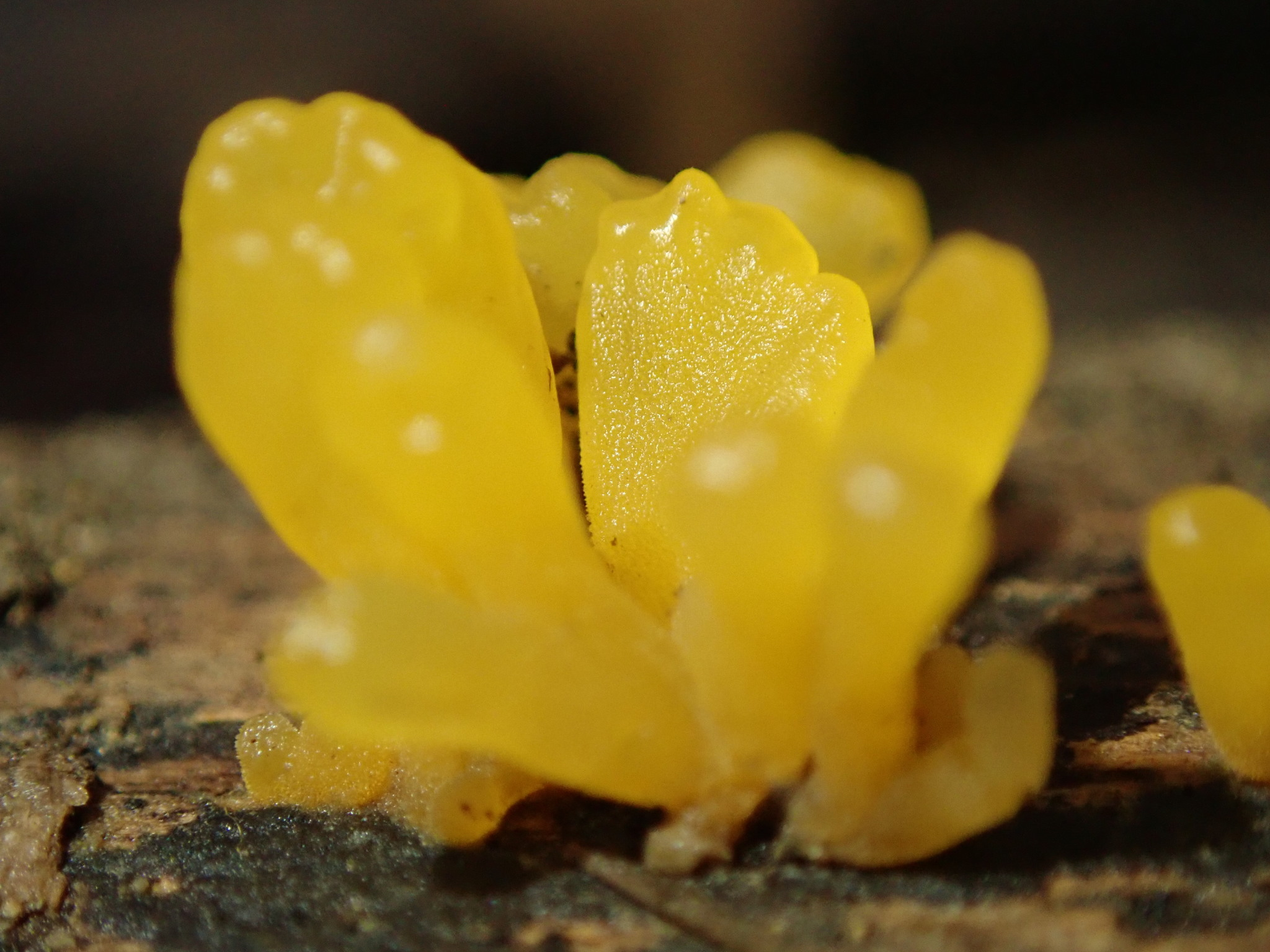
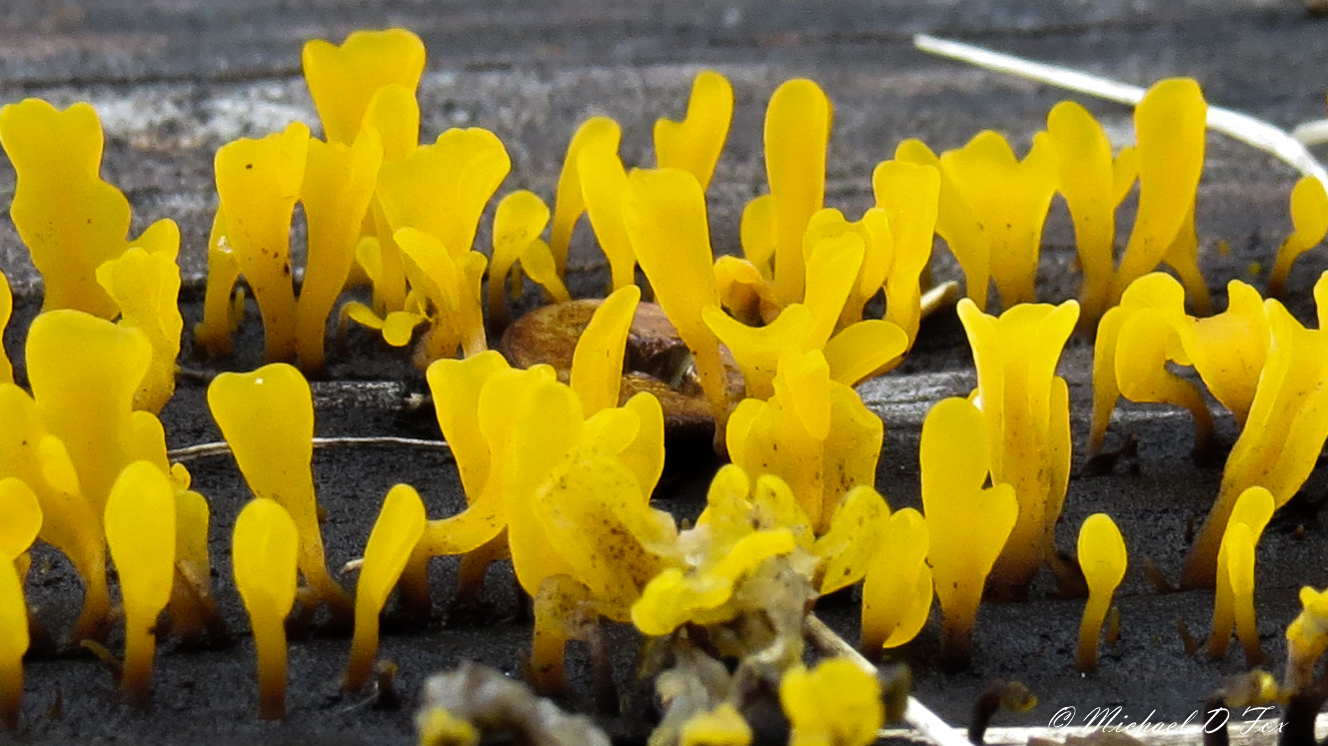
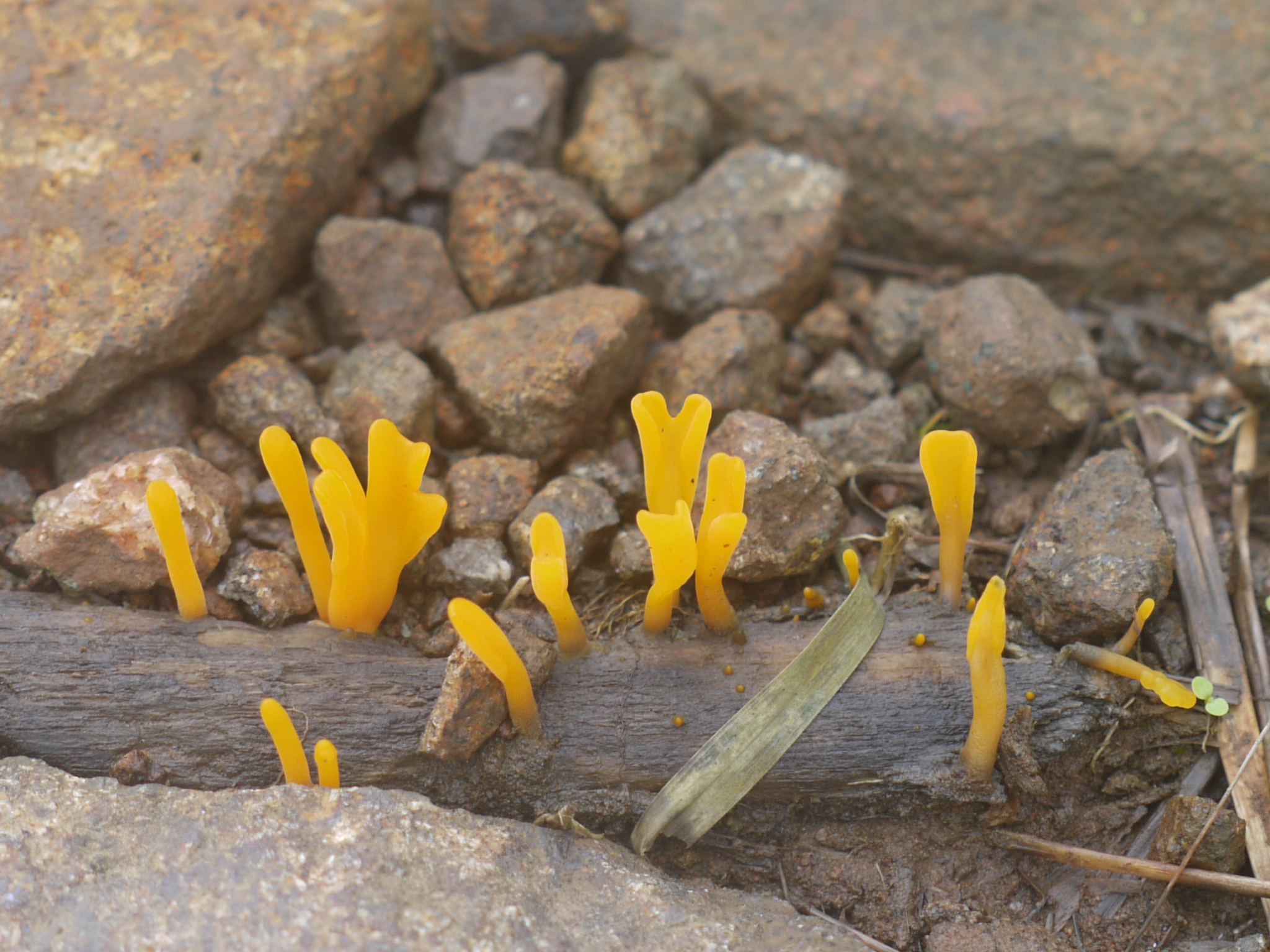